# San Biagio Platani
Pour les articles homonymes, voir San Biagio.
San Biagio Platani (en sicilien : San Biaggiu Plàtini) est une commune de la province d'Agrigente en Sicile (Italie).

## Administration
| Période                                  | Période     | Identité              | Étiquette | Qualité |
| ---------------------------------------- | ----------- | --------------------- | --------- | ------- |
| 13 juin 2006                             | 31 mai 2011 | Carmelo Alba          |           |         |
| 11 octobre 2021                          | En cours    | Salvatore Di Bennardo |           |         |
| Les données manquantes sont à compléter. |             |                       |           |         |

### Communes limitrophes
Alessandria della Rocca, Casteltermini, Sant'Angelo Muxaro, Santo Stefano Quisquina

### Jumelages
- Remchingen (Allemagne)